# 카마도 탄지로의 노래
〈카마도 탄지로의 노래〉(일본어: 竈門炭治郎のうた 가마도 단지로노 우타[*])는 시이나 고 featuring 나카가와 나미의 노래다. 텔레비전 애니메이션 《귀멸의 칼날》의 삽입곡이다.
2019년 8월 30일에 애니플렉스에서 디지털 발매되었다.

## 작곡 및 작사
애니메이션의 배경 음악 제작에도 참여한 작곡가 시이나 고가 작곡했다.
보컬 담당 나카가와 나미는 《귀멸의 칼날》의 서브 타이틀로 흐르는 목소리를 비롯한 애니메이션 중의 다양한 장면에 코러스로서 참가했다.
작사는 ufotable이 다루었다. 절망에서 일어나서 여동생 카마도 네즈코를 지키기 위해서 분투하는 주인공 탄지로의 결의가 표현되었다.
노래는 제19화 〈히노카미〉의 클라이맥스 장면 및 엔딩에서 사용되었다.
일반적으로는 삽입곡의 대부분이, BGM을 정리한 사운드트랙집만이지만, 본편 애니메이션 방송 후부터 단곡의 풀 버전을 요구하는 목소리가 제작측에 많이 도착해, 이례적으로 삽입곡의 다운로드 판매가 되었다.

## 라이브 공연
2020년 12월 21일 생방송된 TBS 텔레비전 《CDTV 라이브! 라이브! 크리스마스 4시간 스페셜》에서 TV에서 처음으로 불렀다. 같은 해 12월 30일에는, 같은 방송국의 《제62회 빛나는! 일본 레코드 대상》에도 생출연해, 귀멸의 칼날이 특별상을 수상한 것으로부터 특별 기획으로서 노래 불렀다.